# Rancourt (Vosges)
Rancourt é uma comuna francesa na região administrativa do Grande Leste, no departamento de Vosges. Estende-se por uma área de 5.57 km². Em 2010 a comuna tinha 61 habitantes (densidade: 11 hab./km²).